# Daniele Magro
Pour les articles homonymes, voir Magro.
Daniele Magro, né le 14 avril 1987, à Padoue, en Italie, est un joueur italien de basket-ball. Il évolue au poste de pivot.